# Jimi Jamison
Jimmy Wayne Jamison, conhecido artisticamente como Jimi Jamison (Durant, 23 de agosto de 1951 - Memphis, 31 de agosto de 2014), foi um cantor e compositor estadunidense. Ficou conhecido como vocalista da banda Survivor.

## Carreira
Em 1984, Jamison substitui Dave Bickler como vocalista do Survivor, gravando a canção "The Moment of Truth", que fez parte da trilha sonora do filme Karatê Kid. No ano seguinte gravou o hit "Burning Heart", tema do filme Rocky IV, de Sylvester Stallone.

Em 1989, Jamison deixou a banda para fazer carreira solo. Gravou no mesmo ano a canção "I'm Always Here", que fez parte da trilha sonora da série televisiva Baywatch ("SOS Malibu" no Brasil; "Marés Vivas" em Portugal).

Em outubro de 2011, lançou um álbum em parceria com Bobby Kimball (vocalista do Toto) intitulado Kimball/Jamison.

## Morte
Jamison morreu em sua casa em Memphis, nos Estados Unidos, no dia 31 de agosto de 2014, após sofrer um ataque cardíaco. Ele tinha 63 anos.